# Picrococcus elevatum
Picrococcus elevatum là một loài thực vật có hoa trong họ Thạch nam. Loài này được (Banks & Sol. ex Wikstr.) Nutt. miêu tả khoa học đầu tiên năm 1843.